# Lliga Asobal 2001-2002
La Lliga Asobal 2001-02 fou la dotzena edició de la competició. Se celebrà des del 22 de setembre de 2001 fins al 11 de maig de 2002 i fou organitzada per l'Associació de Clubs d'Handbol (Asobal). Hi competiren setze equips, quatre de l'àmbit catalanoparlant, el FC Barcelona, el KH-7 BM Granollers, el BM Altea i el BM València. Es disputà en format de lliga regular a doble partit, amb un total de trenta jornades. Durant la pretemporada, el Consell Superior d'Esports denegà la quota de jugadors estrangers per club, fet que condicionà les plantilles dels equips participants.
Es proclamà campió el Portland San Antonio, que aconseguí el seu primer títol de lliga.

## Clubs participants
- Caja España Ademar León
- BM Altea
- Barakaldo UPV
- FC Barcelona
- CD Bidasoa
- BM Cangas
- CB Cantabria
- BM Ciudad Real
- CBM Gáldar
- KH-7 BM Granollers
- Pilotes Posada Octavio
- Portland San Antonio
- Roquetas de Mar
- Teucro Caixanova
- BM València Airtel
- BM Valladolid

## Taula de resultats
| Casa \ Fora             | ADE   | ALT   | BRK   | BAR   | BID   | CNG   | CAN   | CDR   | GAL   | GRA   | PIL   | POR   | ROQ   | TEU   | VLL   | VAL   |
| ----------------------- | ----- | ----- | ----- | ----- | ----- | ----- | ----- | ----- | ----- | ----- | ----- | ----- | ----- | ----- | ----- | ----- |
| Caja España Ademar León | —     | 30–21 | 38–21 | 29–30 | 31–18 | 36–26 | 23–19 | 28–24 | 26–21 | 30–25 | 28–19 | 32–31 | 31–21 | 39–29 | 30–30 | 25–24 |
| BM Altea                | 23–26 | —     | 25–23 | 19–32 | 27–25 | 30–25 | 23–20 | 26–22 | 23–19 | 32–22 | 21–21 | 20–23 | 32–19 | 26–26 | 23–23 | 22–23 |
| Barakaldo UPV           | 19–31 | 23–26 | —     | 25–30 | 21–29 | 23–23 | 22–26 | 25–28 | 31–32 | 27–26 | 29–30 | 25–32 | 27–25 | 24–30 | 21–30 | 24–27 |
| FC Barcelona            | 27–32 | 25–25 | 27–21 | —     | 34–27 | 37–24 | 28–18 | 32–24 | 39–20 | 29–24 | 36–24 | 24–26 | 34–19 | 36–26 | 31–32 | 29–21 |
| CD Bidasoa              | 23–22 | 26–22 | 28–17 | 29–25 | —     | 33–26 | 26–21 | 21–26 | 25–24 | 29–32 | 22–21 | 30–27 | 32–23 | 27–29 | 25–23 | 29–27 |
| BM Cangas               | 16–23 | 18–23 | 27–33 | 23–32 | 25–23 | —     | 20–22 | 24–28 | 24–23 | 22–27 | 30–28 | 21–31 | 31–23 | 28–23 | 28–27 | 33–30 |
| CB Cantabria            | 26–29 | 24–23 | 22–19 | 23–27 | 32–25 | 27–26 | —     | 26–25 | 27–28 | 25–25 | 31–30 | 27–27 | 30–22 | 26–24 | 24–21 | 34–28 |
| BM Ciudad Real          | 31–27 | 31–23 | 32–31 | 24–23 | 25–22 | 32–20 | 29–23 | —     | 26–24 | 31–31 | 30–23 | 24–25 | 38–18 | 32–30 | 32–27 | 32–23 |
| CBM Gáldar              | 25–25 | 22–25 | 26–21 | 34–36 | 25–24 | 22–20 | 27–26 | 29–29 | —     | 28–26 | 30–23 | 26–32 | 32–18 | 25–25 | 26–22 | 28–27 |
| KH-7 BM Granollers      | 22–30 | 33–28 | 30–26 | 23–27 | 26–26 | 23–23 | 29–27 | 23–29 | 22–23 | —     | 30–26 | 24–29 | 31–24 | 37–20 | 30–22 | 34–32 |
| Pilotes Posada Octavio  | 26–24 | 27–30 | 22–28 | 14–32 | 22–24 | 19–23 | 22–23 | 27–37 | 25–31 | 29–29 | —     | 25–27 | 29–30 | 29–30 | 29–29 | 34–31 |
| Portland San Antonio    | 28–26 | 27–25 | 31–25 | 25–25 | 29–22 | 27–20 | 28–17 | 29–24 | 29–22 | 27–22 | 30–25 | —     | 30–22 | 29–25 | 33–28 | 30–30 |
| Roquetas de Mar         | 22–27 | 21–24 | 27–29 | 16–29 | 22–25 | 21–23 | 22–22 | 16–30 | 33–25 | 23–33 | 26–32 | 27–33 | —     | 28–36 | 20–30 | 23–28 |
| Teucro Caixanova        | 23–30 | 26–24 | 33–29 | 30–33 | 31–28 | 23–19 | 21–26 | 23–27 | 25–25 | 33–36 | 32–27 | 25–27 | 32–19 | —     | 32–34 | 32–29 |
| BM Valladolid           | 27–25 | 27–33 | 34–24 | 24–32 | 28–25 | 33–23 | 23–23 | 26–28 | 28–25 | 23–22 | 33–22 | 26–27 | 33–22 | 27–21 | —     | 39–30 |
| BM Valencia Airtel      | 20–28 | 30–32 | 33–36 | 24–31 | 27–25 | 29–27 | 29–26 | 19–29 | 31–28 | 34–32 | 34–24 | 24–25 | 34–23 | 31–30 | 35–33 | —     |

## Classificació final
El Portland San Antonio, el FC Barcelona, el Caja España Ademar Léon i el BM Ciudad Real foren els dominadors de la Lliga Asobal 2001-02. Tots quatre aconseguiren més de vint victòries durant la temporada. El Portland San Antonio es proclamà campió de Lliga per primer cop a la seva història a la penúltima jornada. Finalitzà finalitzant amb 25 victòries, 3 empats, 2 derrotes i 53 punts, i es classificà per a disputar la Lliga de Campions de l'EHF de la temporada següent.

El FC Barcelona, segon, i el BM Altea, cinquè, es classificaren per a disputar la Copa EHF, mentre que el Caja España Ademar Léon i el BM Ciudad Real, tercer i quart respectivament, es classificaren per a disputar la Recopa d'Europa. Per altra banda, el Pilotes Posada Octavio i el Roquetas de Mar descendiren a la Divisió d'Honor plata, mentre que el Canal-Alcobendas i el BM Torrevella ascendiren a la Lliga Asobal.
| Pos | Equip                   | PJ | PG | PE | PP | GF  | GC  | DG   | Pts | Classificació o descens                       |
| --- | ----------------------- | -- | -- | -- | -- | --- | --- | ---- | --- | --------------------------------------------- |
| 1   | Portland San Antonio    | 30 | 25 | 3  | 2  | 854 | 738 | +116 | 53  | Classificat per la Lliga de Campions de l'EHF |
| 2   | FC Barcelona            | 30 | 23 | 2  | 5  | 912 | 725 | +187 | 48  | Classificat per la Copa EHF                   |
| 3   | Caja España Ademar León | 30 | 22 | 2  | 6  | 861 | 717 | +144 | 46  | Classificats per la Recopa d'Europa           |
| 4   | BM Ciudad Real          | 30 | 22 | 2  | 6  | 859 | 744 | +115 | 46  | Classificats per la Recopa d'Europa           |
| 5   | BM Altea                | 30 | 15 | 4  | 11 | 756 | 739 | +17  | 34  | Classificat per la Copa EHF                   |
| 6   | CB Cantàbria            | 30 | 14 | 4  | 12 | 743 | 751 | −8   | 32  |                                               |
| 7   | BM Valladolid           | 30 | 14 | 4  | 12 | 842 | 801 | +41  | 32  |                                               |
| 8   | CD Bidasoa              | 30 | 15 | 1  | 14 | 773 | 770 | +3   | 31  |                                               |
| 9   | CBM Gáldar              | 30 | 13 | 4  | 13 | 775 | 793 | −18  | 30  |                                               |
| 10  | KH-7 BM Granollers      | 30 | 12 | 5  | 13 | 829 | 814 | +15  | 29  |                                               |
| 11  | Teucro Caixanova        | 30 | 11 | 3  | 16 | 825 | 857 | −32  | 25  |                                               |
| 12  | BM València Airtel      | 30 | 12 | 1  | 17 | 844 | 877 | −33  | 25  |                                               |
| 13  | BM Cangas               | 30 | 9  | 2  | 19 | 718 | 811 | −93  | 20  |                                               |
| 14  | Barakaldo UPV           | 30 | 6  | 1  | 23 | 749 | 860 | −111 | 13  |                                               |
| 15  | Pilotes Posada Octavio  | 30 | 4  | 3  | 23 | 754 | 870 | −116 | 11  | Descendeixen a Divisió d'Honor Plata          |
| 16  | Roquetas de Mar         | 30 | 2  | 1  | 27 | 675 | 902 | −227 | 5   | Descendeixen a Divisió d'Honor Plata          |

| Campió de la Lliga Asobal 2001-02 |
| --------------------------------- |
| Portland San Antonio Primer títol |